# Ofanto
L'Ofanto ou Aufide est un fleuve côtier du sud de l'Italie, se jetant dans la mer Adriatique. Typiquement méditerranéen, c'est un cours d'eau capricieux, dont les rives et, surtout le delta, recèlent de riches faune et flore. Son cours a vu, au cours de l'histoire, s'épanouir de grandes civilisations, mais également passer de nombreuses vagues d'invasion, comme celle des Carthaginois, victorieux de Rome à la bataille de Cannes.

## Géographie
Le fleuve Ofanto (du latin Aufidus) est le plus important cours d’eau des Pouilles et, avec 170 kilomètres, le plus long de la péninsule au sud du Reno (sur la façade Adriatique). Il prend sa source, à 715 m d’altitude, sur les versants des collines de Nusco, au sud de Torella dei Lombardi, dans la province d’Avellino. Irriguant une vaste partie du sud de la péninsule, l’Ofanto traverse la Campanie, le Basilicate et les Pouilles, avant de se jeter par un delta dans la mer Adriatique entre Margherita di Savoia et Barletta, à proximité du golfe de Manfredonia.
L'Ofanto est un fleuve typique de l'Apennin méridional ; après avoir suivi un cours impétueux dans sa haute vallée, il s'assagit et coule lentement dessinant de larges méandres en approchant de son embouchure.

### Bassin versant

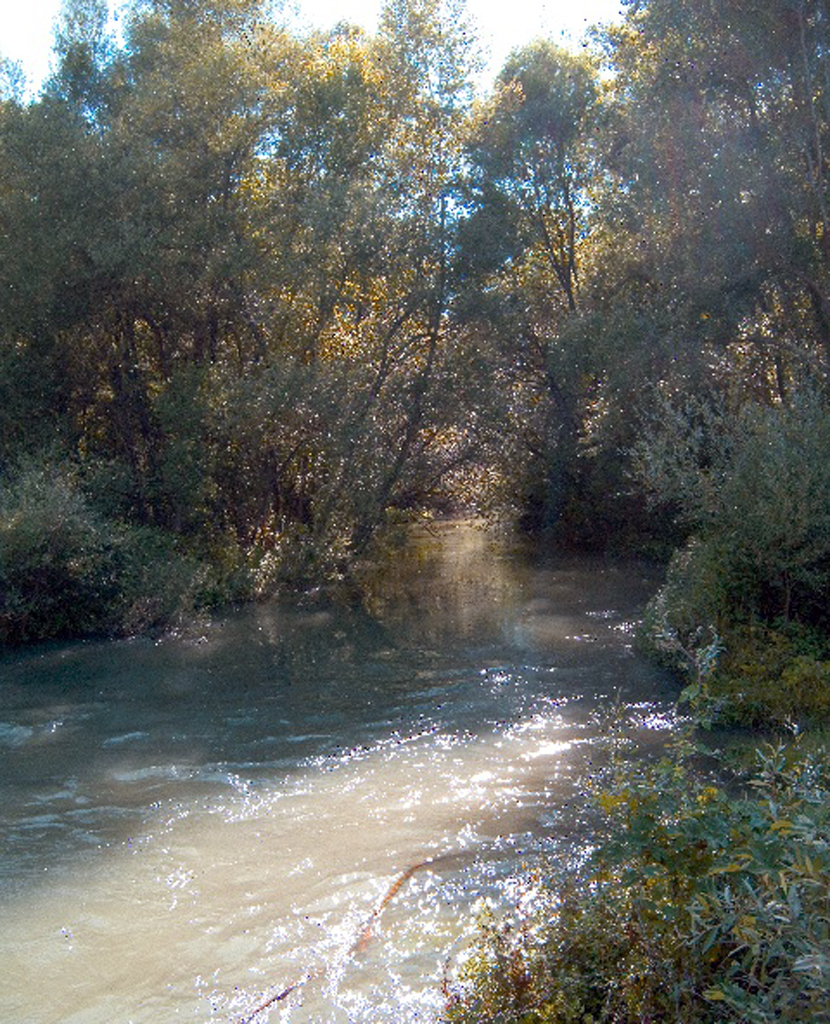
L'Ofanto, un petit fleuve côtier.

Son bassin hydrographique couvre une superficie de 2 780 km2 sur laquelle vivent plus de 420 000 habitants. Son débit est estimé à 15 m3/s à l’exutoire, son régime de type pluvial méridional est très irrégulier (avec de forts étiages estivaux - 1 à 2 m3/s et des maximums d’automne - 35 à 40 m3/s) – c’est le fleuve le plus puissant au sud du Reno, sur le littoral adriatique.

## Affluents
Ses principaux affluents sont :
en rive droite
- le Ficocchia,
- le Fiumara d’Atalla (le plus puissant des tributaires, mais seulement long d'une trentaine de kilomètres),
- l’Olivento,
- le Locone ;

en rive gauche
- l’Isca de Mora,
- le Sarda,
- l’Orata,
- l’Osento.

## Hydrologie
Son régime hydrologique est dit pluvial méridional.

## Aménagements et écologie

### Histoire

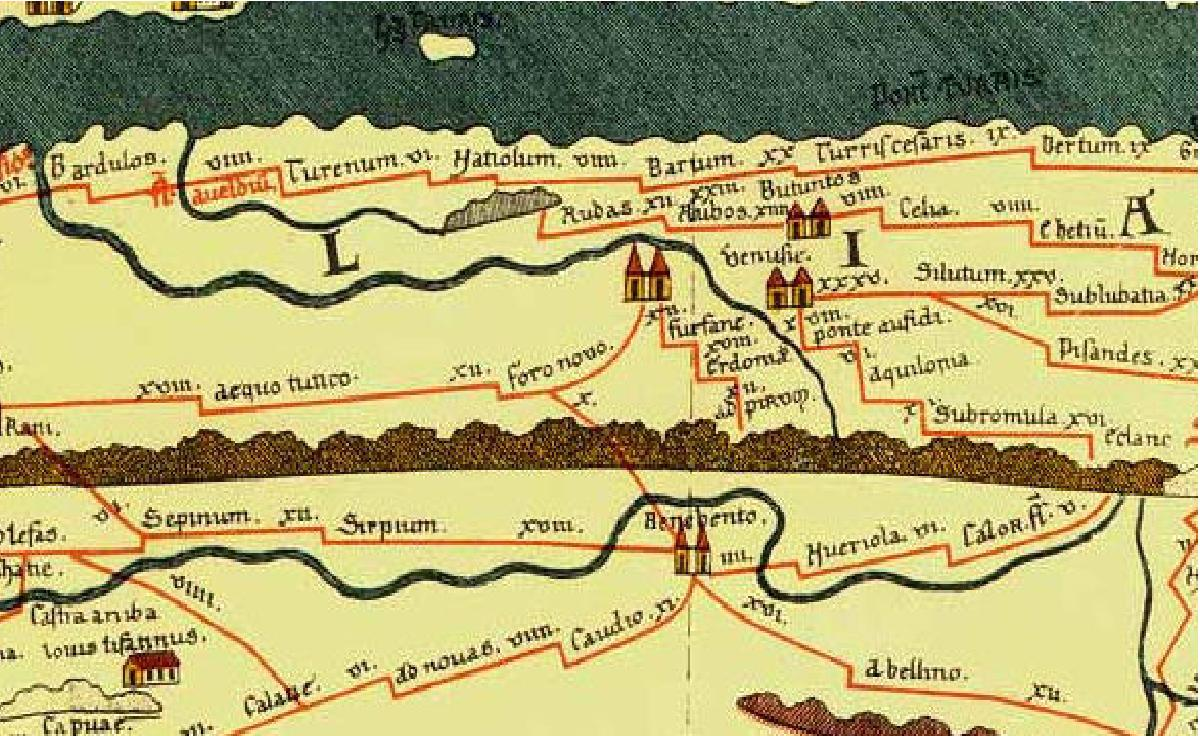
Le cours de l'Ofanto sur la table de Peutinger.

Les nombreux vestiges de la vallée de l'Ofanto témoignent d'une longue histoire. A Trinitapoli, des hypogées révèlent la religiosité des hommes de la civilisation de l'âge du bronze; à Canosa di Puglia des ruines attestent la présence, avant la conquête romaine, d'établissements grecs et latins dans cette partie de la péninsule qui portait le nom d'Apulie. La citadelle de Canne della Battaglia rappelle la grande victoire (Bataille de Cannes) d'Hannibal sur l'armée romaine des consuls Varron et Paul Émile, le 2 août 216 av. J.-C., qui faillit mettre un terme à l'existence de la grande cité du Latium. La petite ville de Barletta, au débouché de la vallée, illustre, à travers son patrimoine, l'histoire mouvementée de la région depuis la fin de l'Empire romain d'Occident et garde la mémoire des différents envahisseurs qui l'occupèrent: Maures, Byzantins, Normands, Hohenstaufen germaniques, Angevins, Aragonais, Bourbons d'Espagne, jusqu'à son rattachement au royaume d'Italie en 1861.
Au cours de l'histoire, l'Ofanto a été maintes fois cité dans des œuvres littéraires, mais sous des noms différents selon les époques. Les écrivains latins tels Horace, Virgile ou Tite-Live l'appelaient Aufidus flumen, alors que les poètes médiévaux le qualifiaient d'Offidi, d'Aufidi ou encore d'Aufentum.

### Faune et flore

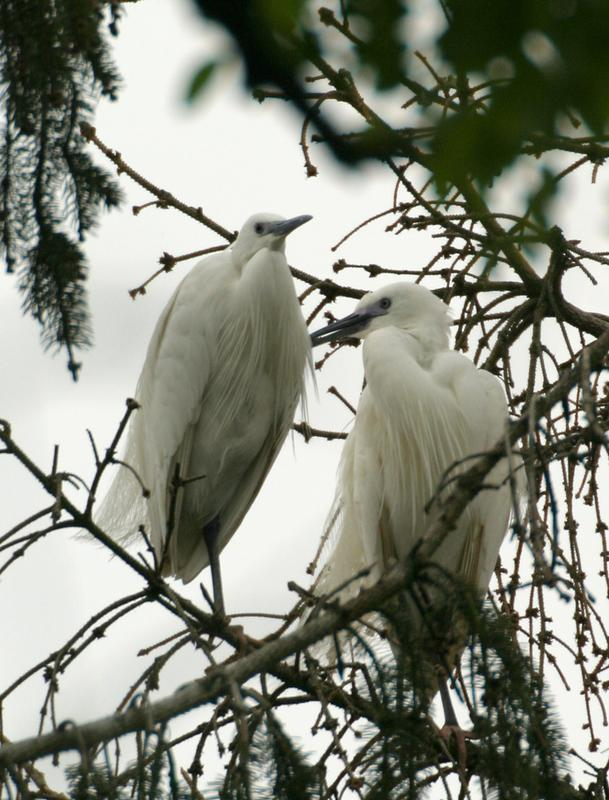
Un couple d'aigrettes garzettes.

Même si ses eaux connaissent des problèmes de pollution, l'Ofanto possède un riche patrimoine naturel ; pour préserver ce dernier, son embouchure a été classée comme aire naturelle protégée. La zone humide proche de Margherita abrite de nombreuses espèces animales, tout particulièrement de nombreux oiseaux parmi lesquels l'avocette élégante, la bergeronnette des ruisseaux au dos gris et aux parties inférieures jaunes, le chevalier guignette au dos brun-verdâtre. Il n'est pas rare de rencontrer le grèbe castagneux qui dissimule son nid au milieu de la végétation dense des berges, la gallinule poule d'eau au plumage noir et au bec rouge, facilement identifiable à la longue course précédant son envol. D'autres espèces y ont également établi leur habitat comme le martin-pêcheur d'Europe à la belle livrée brillante et colorée, le héron cendré au plumage gris pâle et dont l'envergure peut atteindre près de deux mètres, le héron pourpré, plus petit que le précédent et au plumage plus sombre, l'aigrette garzette, parfois appelée le héron blanc. Les rapaces sont représentés par le faucon crécerellette et le faucon crécerelle. Les berges du fleuve abritent de nombreux mammifères tels que le renard, le lièvre, le blaireau européen, la belette, le campagnol, la taupe et toutes sortes de reptiles comme la couleuvre d'Esculape, la couleuvre verte et jaune ainsi que leurs proies favorites : lézard vert, divers amphibiens comme la grenouille, la rainette et le crapaud. Parmi les poissons vivant dans les eaux du fleuve, les plus représentés sont les carpes, les poissons rouges, les anguilles, les poissons-chats, les esturgeons d'Europe, les grandes aloses.
La végétation qui borde le fleuve devient plus variée au fur et à mesure que l'on s'approche de l'embouchure. Dans son cours supérieur, peu d'espèces végétales se retrouvent sur les rives, seulement quelques familles d'arbustes et de plantes herbacées. Lorsque l'Ofanto parvient dans la plaine, l'accumulation du limon favorise l'apparition de plantes aquatiques alors que des saules et des peupliers poussent sur ses berges. À partir de Canosa di Puglia, le fleuve ralentit encore sa course, accumule limon et boues, édifie des levées où poussent aulnes, hêtres, chênes, noyers mais également tamaris, cannas, salicornes et de multiples genres de graminées comme les roseaux.

## Dans les arts

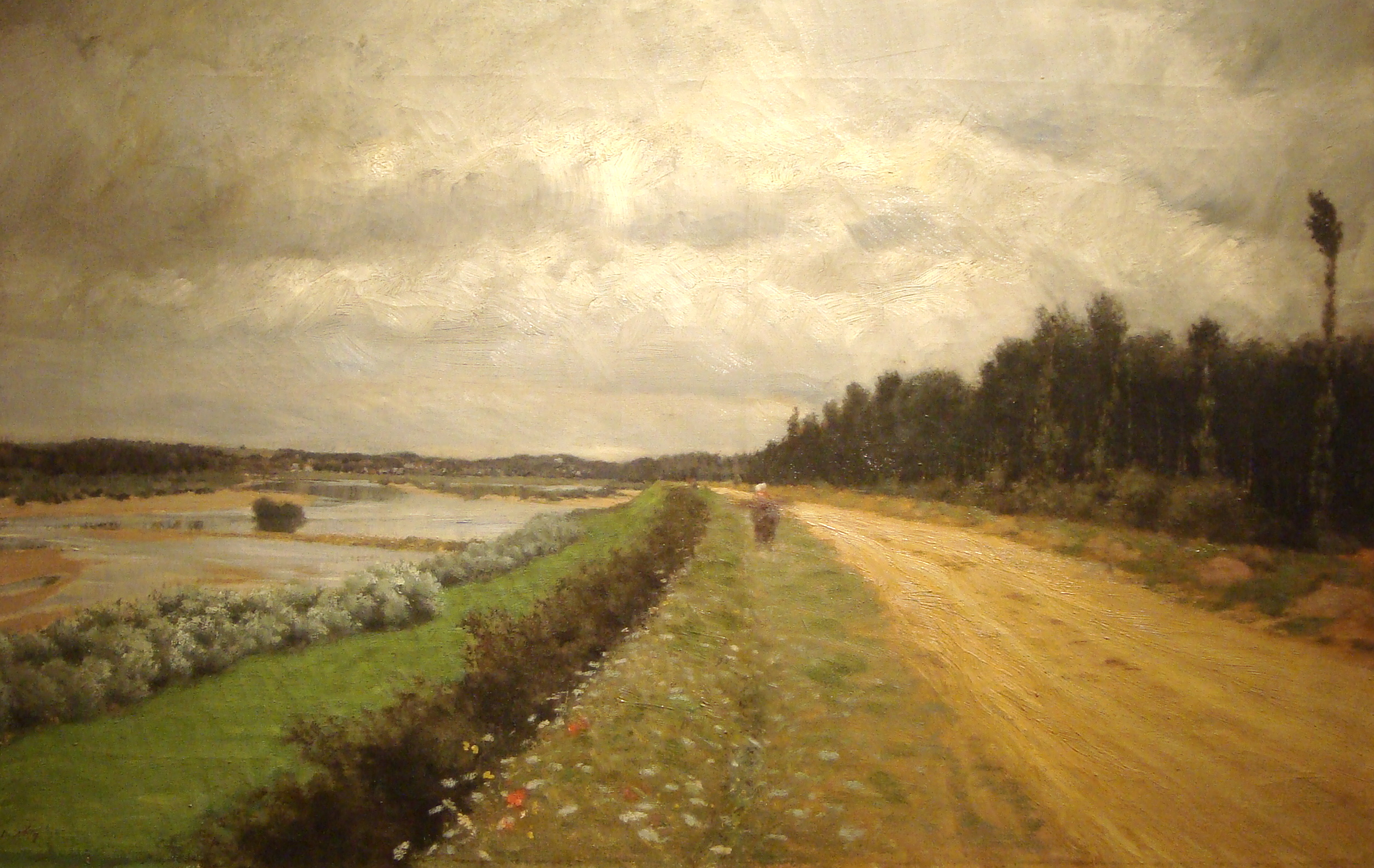
Le Long de l'Ofanto, 1870
Giuseppe De Nittis
Pinacoteca "Giuseppe De Nittis", Barletta

- L'Aufide est représenté dans le tableau Bords de l'Ofanto, près de Barletta de Giuseppe De Nittis en 1875.